# 天宫一号

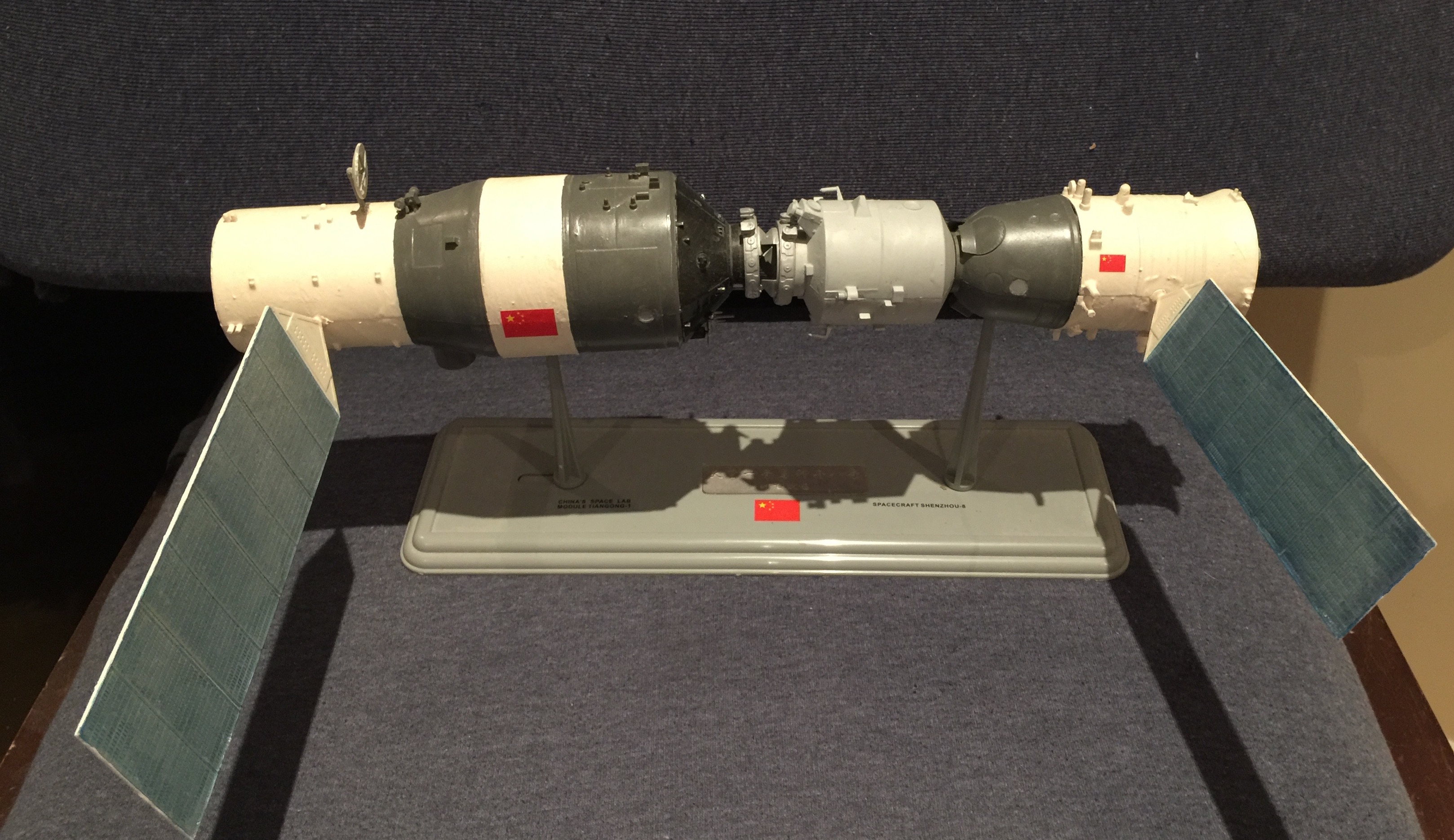
天宫一号与神舟飞船对接模型

天宫一号是中国载人航天工程的一个實驗性軌道飞行器，重达8.5吨，设计寿命為兩年。天宫一号于北京时间2011年9月29日21时16分3.507秒发射升空，2016年3月21日停止运行，2018年4月2日8时15分左右再入大气层，坠入南太平洋中部区域。
2011至2013年间，中国相继发射了神舟八号、神舟九号、神舟十号飞船，与天宫一号交会对接。其中，神舟八号于2011年11月1日发射，并于11月3日和14日两次成功与天宫一号对接。2012年6月18日中午，神舟九号携三名宇航员与天宫一号对接成功，宇航员成功进入到天宫一号内部。2013年6月中國首次執行的應用太空任務神舟十号發射，第二次有組員訪問太空站，兩次的駐守任務超過了本身最初設定的對接試驗目標甚多。
2016年3月21日，中国载人航天工程办公室宣布天宫一号在完成各项在轨试验后，已超前完成其與其他天宫系列的歷史任務，不過其功能突于近日失效並终止了数据連接，将落入地球大气层烧毁。而其原定執行後續任務，亦將暫時由天宮二號取代，同時為了加緊時間，後繼者天宮二號改以天宫一号的備份器為基礎快速開發，並於2016年9月升空替補。2018年4月2日8时15分左右，天宫一号落入大气层，落区位于南太平洋中部区域，绝大部分器件在落入大气层的过程中烧毁。

## 概要
天宫一号作为一个目标飞行器，有別於空间实验室或太空站核心舱和实验舱，其目的只是作為其他飞行器的接合點，並不會長時間逗留太空。天宫一号设计飛行寿命為兩年，而實際飛行了四年時間，超過了本身的計畫許多。2011年11月3日，神舟八号與天宮一号於凌晨1時36分完成對接，是中國太空史上第一次太空飛行器對接，也使中國成為繼蘇聯（俄罗斯）、美國後的第三個完成太空對接的國家。

## 任務歷程

### 發射準備
2011年6月中旬开始，「天宮一號」目標飛行器及相关飞行产品陆续进入酒泉衛星發射中心。6月29日，「天宮一號」进入发射场，并順利开展各項測試工作。2011年7月24日，中國《解放軍報》報導，用於發射「天宮一號」目標飛行器的「長征二號F」運載火箭已抵酒泉衛星發射中心，飛行任務參試人員等已集結載人航天發射場，目前，各項準備工作進展順利。為達成交會對接任務，「長征二號F」運載火箭共進行近170項技術更改，其中有5項技術是首次使用。
2011年8月17日，「长征二号丙」运载火箭在酒泉卫星发射中心发射「实践十一号04星」，任务失败。受此影响，「天宮一號」测试工作暂停，原定于8月底的发射被推迟。长征二号丙火箭失利原因查明后，对发射天宫一号的“长征2号F”火箭在内的同系列火箭进行了相应改进。9月19日，“长征三号乙”运载火箭在西昌卫星发射中心成功发射“中星1A”卫星，证明改进措施有效。自9月10日起，暂停的发射场区测试工作重新启动，各项工作进展顺利。天宫一号由原定的8月底推迟至9月底发射，对11月初发射神八飞船，并实施首次交会对接任务，不会造成影响。
2011年9月21日，中国载人航天新闻发言人宣布，天宫一号将于9月27日至30日择机发射。2011年9月25日，酒泉卫星发射中心负责人表示，在27日和28日两天，因为天气原因不适合进行航天发射，所以天宫一号发射窗口将在29日和30日之间进行选择。

### 飞行器发射
2011年9月29日，中共中央总书记胡锦涛等中共中央政治局常委亲临观看发射实况，其中胡锦涛等七位常委在北京航天飞行控制中心观看实况，温家宝和贺国强则前往酒泉卫星发射中心观看发射。北京时间21时16分3.507秒由长征二号F改进型运载火箭成功发射升空。这也是长征二号F改进型运载火箭首次发射。

### 轨道控制
2011年9月31日凌晨1时58分，「天宫一号」繞地飞行了四圈，到达近地点时顺利进行了第一次变轨，开机时长是32.3秒。2011年9月30日16时9分，在北京航天飞行控制中心精确控制下，天宫一号成功实施第二次轨道控制，近地点高度由兩百公里抬升至约362公里，顺利进入在轨测试轨道。
2011年10月1日，天宫一号环境控制和生命保障系统启动，转入自主运行。2011年10月10日，天宫一号升空后首次对外发布太空中的照片。图片为其自身携带摄像机拍摄，其中可以看到天宫一号资源舱外表的局部和中继卫星天线。

### 太空對接測試

天宫一号于2018年2月1日至4月2日期间的轨道动态示意图

2011年11月3日，神舟八号與天宮一号於三日凌晨1時36分完成對接，是中國太空史上第一次太空飛行器對接，也使中國繼前蘇聯（俄罗斯）、美國後，成為第三個完成太空對接的國家。2011年11月14日19时28分，天宫一号目标飞行器与神舟八号飞船交会对接机构顺利解锁，组合体成功分离，神舟八号飞船缓缓撤离至一百四十米停泊点。20时00分，在北京航天飞行控制中心的精确控制下，天宫一号与神舟八号成功进行第二次交会对接。这次对接试验成功，进一步考核检验了交会对接测量设备和对接机构的功能与性能，获取了相关数据，达到了预期目的。
2012年6月18日14时14分，在完成捕获、缓冲、拉近和锁紧程序后，神舟九号与天宫一号紧紧相牵，中国首次载人交会对接（自动交会对接）取得成功。对接完成、两飞行器形成稳定运行的组合体后，航天员于17时左右进入天宫一号目标飞行器。2013年6月24日，神舟九号航天员驾驶飞船与天宫一号目标飞行器顺利对接，中国首次空间手控交会对接试验成功。这意味着，中国完整掌握了空间手控交会对接技术，具备了以不同对接方式向在轨飞行器进行人员输送和物资补给的能力。

### 短期在轨生活和科研

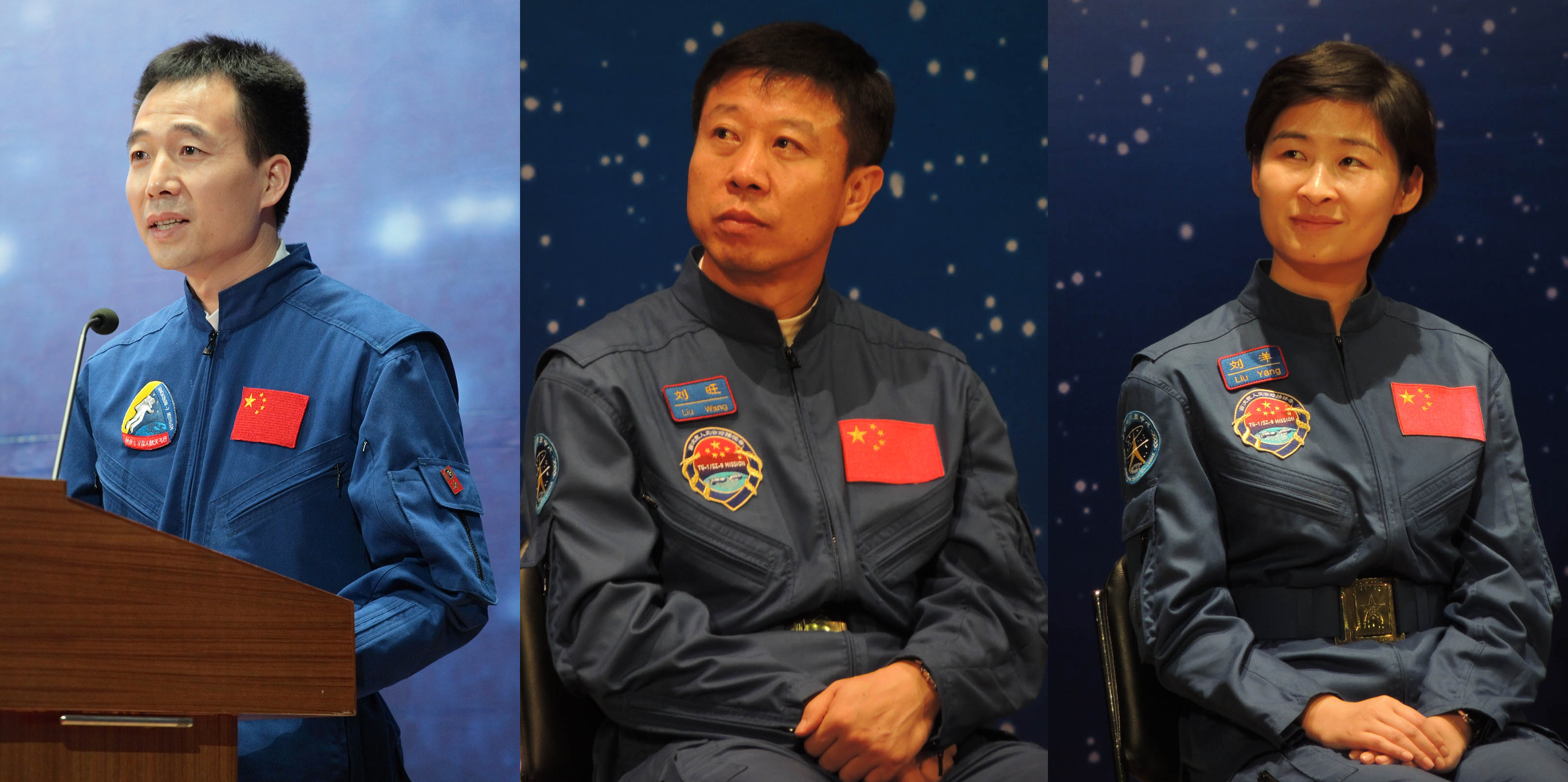
神舟九号的三名宇航员，左起分别为景海鹏、刘旺、刘洋。

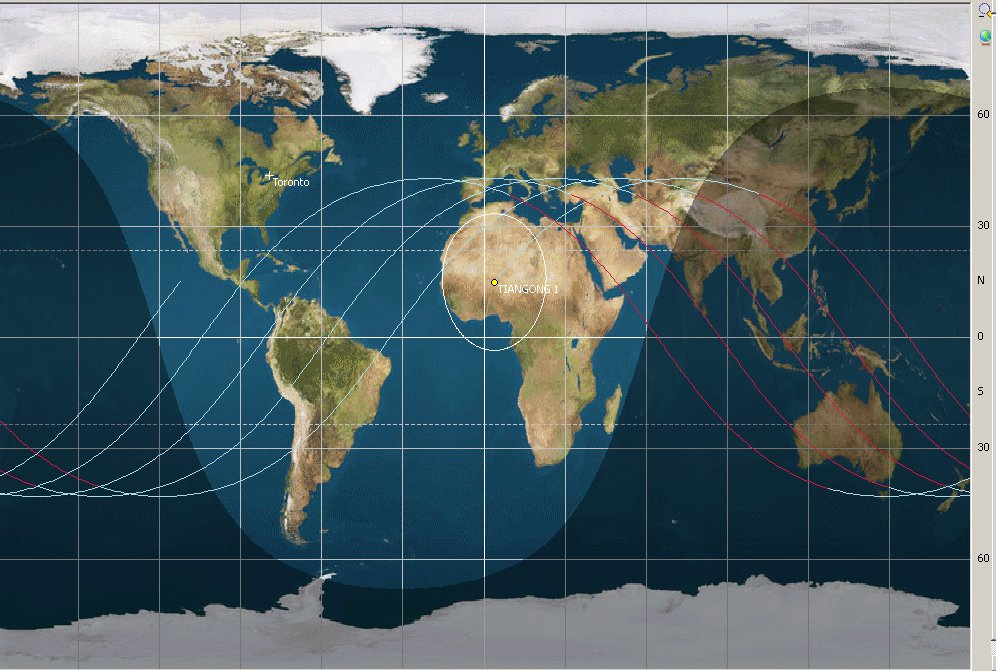
二〇一三年六月，天宫一号的飛行軌道的地面投影

天宫一号与神舟九号第一次组合体飞行期间，天宫一号完成了所有預期目標，但太空人也將短期驻留六天，开展载人环境维护操作、在轨航天医学实验和更换维修性试验等工作。2012年6月16日17时6分，景海鹏开启了天宫一号实验舱的舱门。景海鹏与刘旺于17时7分相继进入天宫一号。在此期间，刘洋在返回舱值守。十几分钟后，刘洋也进入天宫一号实验舱。
2013年6月18日，首次應用性太空任務神舟十号出發，航天员驾驶飞船与天宫一号目标飞行器顺利对接，航天员进入到天宫一号内部，将开展为期十五天的在轨生活和科研活动，並超量完成了本身的一些任務，此時其實已經完美達成了歷史使命。2013年6月20日，中国航天员王亚平在天宫一号上进行了首次五十分钟的太空授课。
天宫一号实验舱內有不少電子設備。為了保證安全，飛行器內部氣密隔舱，採用了大量圓角設計，避免太空人與舱壁碰撞而受傷。天宫一号内每个区域旁边，都设有数量不等的手脚限位器，总数达到三十余个，每個长约二十厘米，采用锦丝带材质的手脚限位器設置在舱壁四周。这种小型装置可以讓太空人在失重飘移状态下，固定太空人。

## 再入地球

### 数据連接中断及墜落烧毁

天宫一号自2017年3月以来的轨道高度变化图

2016年3月21日，中国载人航天工程办公室宣布，天宫一号在超期服役两年半、完成各项在轨试验后，其功能于近日失效，数据服务正式终止。

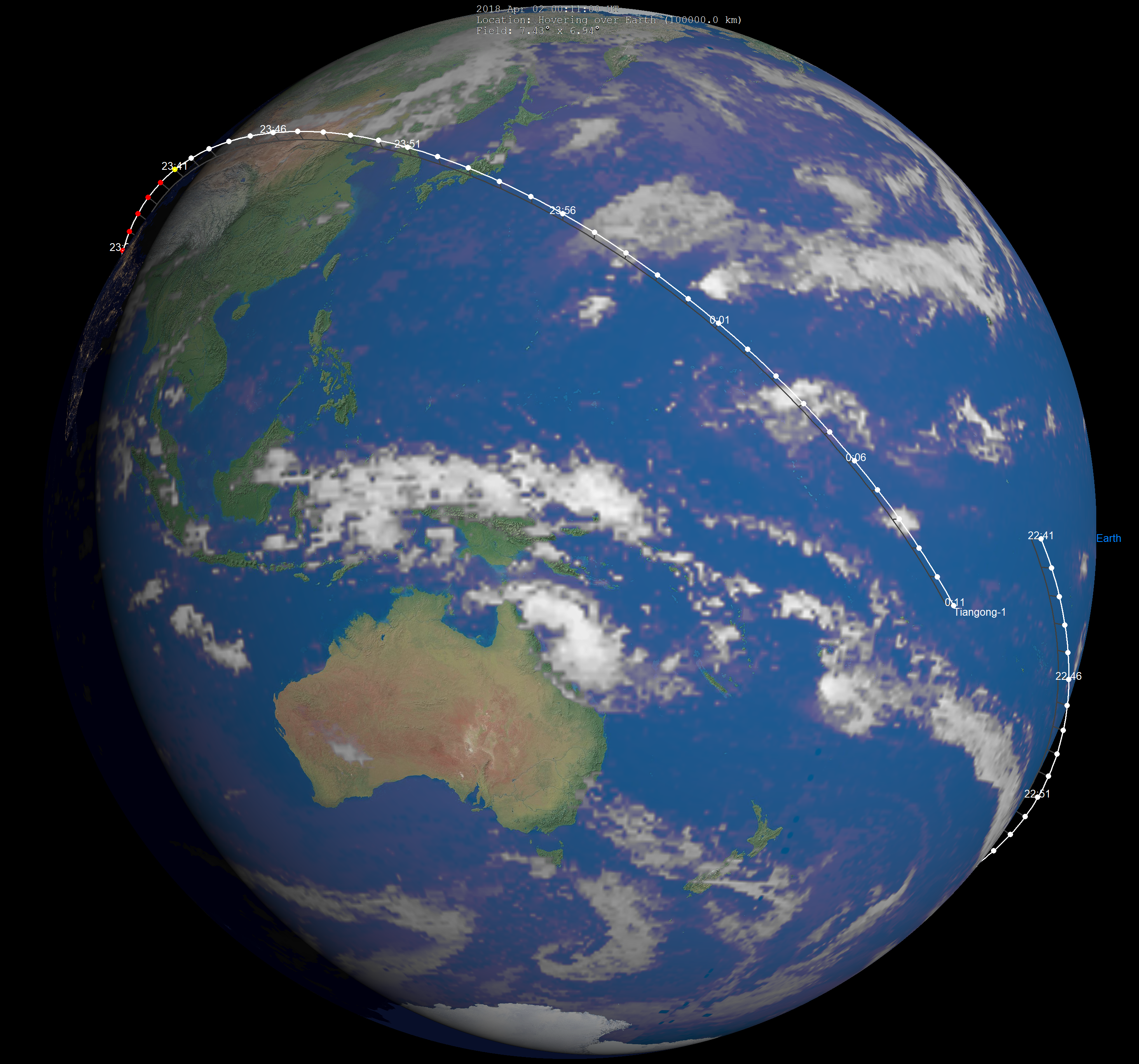
天宫一号的再入轨道

經北京航天飛行控制中心等機構監測分析推測，2017年10月至明年2018年3、4月初左右會進行墜落，西方媒体报道称絕大部分器件在再入大氣層中被燒毀不至於到傳言中的危險，同年4月2日8時15分左右，發現天宮一號目標飛行器已再入大氣層，落區位於南太平洋海域烧毁。
|  |

|  |

|  |

|  |

|  |

|  |

|  |

|  |

|  |

|  |

|  |

|  |

|  |

|  |

|  |

|  |

|  |

|  |

|  |

|  |

|  |

|  |

## 组成
|  |

天宫一号飞行器长十点四米、最大直径3.35米、重量约8.5吨。
天宫一号内部分为两个舱，包括了为航天飞行提供动力资源舱，也作为了航天员生活工作的密封舱。并在前半部分附设一个临时性质的实验舱，前端有一个对接机构，还有一些实验袋，可进行一些医学、再生生保实验等，原型並做為天舟號貨運飛船的前身。

## 交会对接

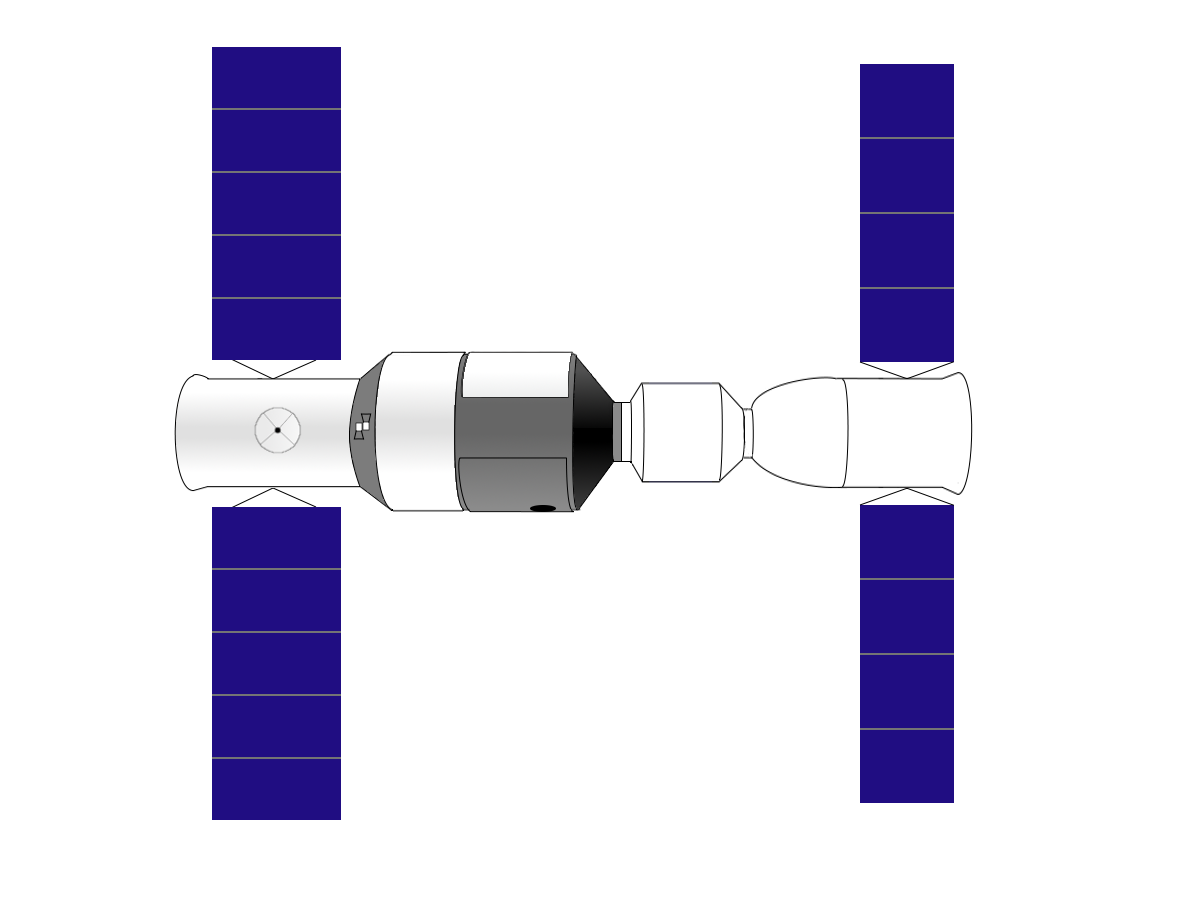
天宫一号（左侧）和神舟飞船（右侧）对接的示意图

### 神舟八号
- 2011年11月3日，神舟八号與天宮一号於3日凌晨1時36分完成對接，是中國太空史上第1次太空飛行器對接。[31]
- 2011年11月14日19时28分，天宫一号目标飞行器与神舟八号飞船交会对接机构顺利解锁，组合体成功分离，神舟八号飞船缓缓撤离至140米停泊点。20时00分，在北京航天飞行控制中心的精确控制下，天宫一号与神舟八号成功进行第二次交会对接。这次对接试验成功，进一步考核检验了交会对接测量设备和对接机构的功能与性能，获取了相关数据，达到了预期目的。[11]

### 神舟九号
- 2012年6月18日14时14分，在完成捕获、缓冲、拉近和锁紧程序后，中国完成首次载人交会对接（自动交会对接）。对接完成、两飞行器形成稳定运行的组合体后，航天员将于17时22分进入天宫一号目标飞行器。[24][32]实际上，航天员于17时07分陆续进入天宫一号飞行器，早于原定时间。
- 在组合体飞行6天后（6月24日），神九和天宫一号将再次分离，在航天员的手动控制下完成第二次交会对接。6月23日，中国载人航天工程新闻发言人宣布，经任务总指挥部研究决定，天宫一号与神舟九号手控交会对接计划于6月24日12时38分实施，航天员将手动控制神舟九号飞船完成与天宫一号的交会对接任务。[33]
- 2012年6月24日，神舟九号航天员驾驶飞船与天宫一号目标飞行器顺利对接，中国首次空间手控交会对接试验成功。这一操作是由43岁的航天员刘旺实施的。12时许，他通过手柄控制飞船的姿态、速度和方向，使神舟九号从140米外向天宫一号缓缓接近，最终成功捕获天宫一号。[25]

### 神舟十号
- 2013年6月11日17時38分，神舟十号发射升空，17时48分飞船成功进入预定轨道。
- 2013年6月13日13时18分，神舟十号飞船与天宫一号目标飞行器对接机构锁紧，二飞行器形成组合体，成功实现自动交会对接[34]。
- 2013年6月13日16时17分，神舟十号飞船航天员成功开启天宫一号舱门，聂海胜、张晓光、王亚平以漂浮姿态入驻天宫一号[35]。进行为时12天的短期的有人照管实验，期间进行了包括空间授课，这将是继奋进号之后，世界第二次空间授课，由王亚平主讲。
- 2013年6月23日8时26分，三名航天员进入神舟十号飞船，神舟十号飞船与天宫一号目标飞行器分离，准备进行手动交会对接[36]。
- 2013年6月23日10时00分，神舟十号飞船与天宫一号目标飞行器对接环接触。
- 2013年6月23日10时07分，神舟十号飞船与天宫一号目标飞行器对接机构锁紧，二飞行器形成组合体，成功实现手动交会对接。